# Scaphojoeropsis multicarinata
Scaphojoeropsis multicarinata là một loài chân đều trong họ Joeropsididae. Loài này được Just miêu tả khoa học năm 2001.